# عشب

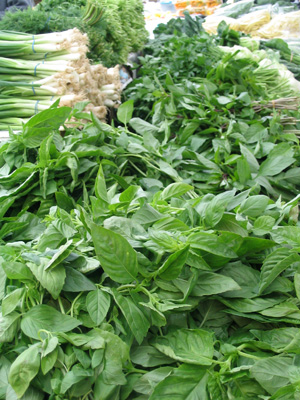
الريحان، عشب شائع

تطلق كلمة العشب (بالإنجليزية: Herb)‏ علمياً على أي نبات حولي، أو ثنائي الحول، أو معمر لا تكون بسوقه أنسجة خشبية كافية. يموت المجموع الخضري (وليس بالضرورة الجذور) في نهاية موسم نموه. وتستعمل اللفظة أيضًا لتدل على النباتات التي تستعمل في الطب، أو لإكساب الأطعمة والأشربة نكهة طبية أو لاستخراج العطور. العشب نبات له قيمة مطلوبة من حيث بعض النواحي مثل الخصائص الطبية أو الطعم أو الرائحة أو النكهة.

## استعمالات

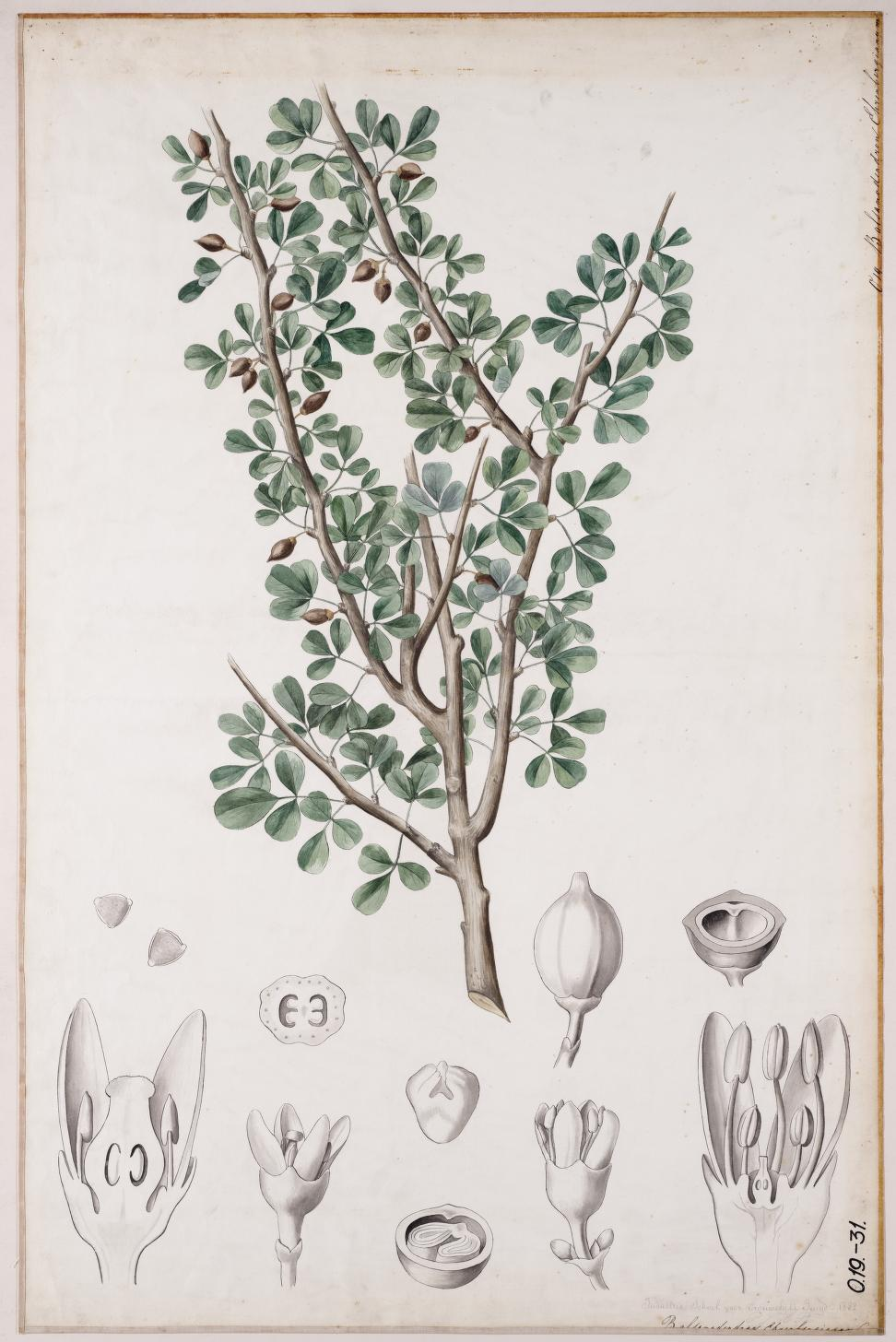
عشبه بلسموديندرون إيرينبيرجيانوم

للأعشاب العديد من الاستعمالات بما فيها الاستعمالات الدوائية والطبية أو في بعض أنواع العلاج الروحي، ولكن أغلب الاستعمالات هو الاستعمال الطبي. وفي كل الحالات يمكن استعمال أي جزء من العشب، سواء كانت الجذور أو الأوراق أو البتلات أو البذور.
هناك استعمالات أخرى للأعشاب مثل إعداد بعض الأكلات حيث تستخدم الأعشاب في هذه الحالة لنكهتها أو لإضفاء لون معين على الطعام نفسه أو لفوائد النبات في عملية الهضم. وتستخدم الأعشاب كذلك في العديد من الطقوس الدينية.